# Фијат BR.20
Фиат BR.20/ Fiat BR.20 је италијански нискокрилни једнокрилац, двомоторни бомбардерски авион, користио се у периоду уочи у току и непосредно после Другог светског рата.

## Пројектовање и развој
Године 1934. Региа Аеронаутица (Италијанско ратно ваздухопловство)је затражила од италијанских произвођача авиона да поднесу предлоге за нови средњи бомбардер. Спецификацијом су захтевани: брзине од 330 km/h на 4.500 m и 385 km/h на 5.000 m, долету од 1.000 km и носивост 1.200 kg бомби. На конкурсу су учествовали Пијађио, Маки, Бреда, Капрони и Фиат. Од понуђених авиона изабрани су тромоторци: Савоја-Маркети SM.79 и КАНТ Z-1007, и двомоторац Фиат BR.20 кога је пројектовао Celestino Rosatelli (Челестино Росатели), према коме је авион добио префикс BR,(Бомбардер Росатели).
При пројектовању се водило рачуна о вишенамени овог авиона. Жеља пројектаната је била да се овим авионом покрију следеће области примене: бомбардовање, поморско патролирање, против бродска дејства, путничка и транспортна, извиђачко-обавештајна и обука-тренажа пилота.
С једне стране, нови бомбардер је имао већину карактеристика нове генерације. Све је урађено да би се постигла велика брзина - усвојена је конзолна моноплан шема, уведена је глатка кожа, увлачиви стајни трап, заштићене куполе, аутоматски пропелери. С друге стране, Росатели се, схватајући могућности италијанске авио индустрије, није усуђивао да користи сложене пресоване и ливене склопове, као и носиву металну оплату (монокок). Технолошки, БР.20 је био прилично конзервативан. Труп је имао костур заварен од челичних цеви. Скоро четвртина облога на авиону је урађена на старински начин, платном.
Без обзира на компликованост пројекта и сложености структуре авиона, прототип авиона је први пут полетео у фебруару 1936. године а до краја исте године из производње је изашла прва серија ових авиона.

## Технички опис
Труп авиона Фиат BR.20 је правоугаоног попречног пресека. Носећа конструкција је решеткаста направљена од танкозидих заварених челичних цеви. Облога трупа је била делом од лаке легуре а репни део од импрегнираног памучног платна. Труп авиона је био довољно простран да се у њега може сместити посада од три члана и потребна опрема у зависности од намене авиона. Ако је авион извиђачки он је био опремљен радио станицом и фотографском опремом као и наоружањем за одбрану авиона, бомбардерска верзија овог авиона могла је да понесе у трупу 1.600 kg слободно падајућих бомби. На горњој страни трупа налазила се купола од плексигласа у којој се налазио стрелац са митраљезом. Просторно посматрано кабина пилота, навигатора и бомболук представљају посебне целине. У циљу повећања долета авиона, један или два додатна резервоара могла су да се уграде у одељак за бомбе са укупно 270 литара. Ово је нарочито корисно за авионе који су летели у пратњи конвоја и патролирали морским пространствима.
Овај авион је био опремљен са два радијална ваздухом хлађеним мотором са 18 цилиндара Fiat A.80 R.C.41 снаге 746 kW (1014 KS). На вратилу мотора су обично биле трокраке Хамилтон металне елисе променљивог корака у току лета. Мотори су били постављени на челичне носаче и обложени алуминијумским лимом. На предњем делу капотаже мотора налазио се отвор за улазак хладног ваздуха за хлађење мотора. Код модела BR.20 bis мотори су били појачани Фиат А.82 RC 422C снаге 746 kW (1250 KS).
Крила авиона су била металне конструкције (од дуралуминијума), средње дебелог профила, имало је две рамењаче и 50 ребара такође од дурала и облогу од алуминијумског лима. Крила су имала облик трапеза са заобљеним крајем. Предња ивица крила била је нормална на труп авиона. Крилца су била направљена од метала прекривена платном. На крилима су се налазила проширења (гондоле) на којима су били причвршћени мотори. У гондолама, иза мотора са доње стране је био простор за смештај точкова и хидрауличног система за увлачење точкова. На деловима крила између мотора и трупа авиона је било доста простора за смештај резервоара за гориво. Шест самозаптивних резервоара за гориво у средишњем трупу и унутрашњим крилима имали су укупну запремину од 3.622 литара горива, и два резервоара за уље капацитета 107 kg. Кроз крила су провучене све механичке, хидрауличне и електричне инсталације неопходне за управљање и контролу авиона.
Репни делови авиона су изведени као метална конструкција обложена импрегнираним платном. Авион је имао удвојени вертикални стабилизатор и кормила правца. Вертикални стабилизатори су паром упорница били везани за труп. Овакав распоред вертикалних стабилизатора је олакшавао гађање репном стрелцу а и побољшавао је маневарску способност авиона.
Стајни трап му је класичан, имао је две предње главне ноге са нископритисним гумама димензија 106 х 375 х 406 mm, предњи точкови су се уз помоћ хидрауличног уређаја увлачили у носаче мотора у току лета, а задњи само усмеравајући који се у току лета није увлачио у труп авиона, се налази на репу авиона.
Авион Фиат BR.20 је био опремљен са четири митраљеза калибра 7,7 mm, који су били постављени на различитим местима, један је увек био у кљуну авиона. Авион је могао да понесе и до 1.599,8 kg бомби.

## Верзије
- BR.20 - први производни модел, направљено 233 комада.
- BR.20A - цивилни демонстрациони модел који је често учествовао у ваздушним тркама (1 ком).
- BR.20C - прототип са топом калибра 37 mm (1 ком).
- BR.20L - путнички дуголинијски модел (1 ком).
- BR.20M - производни модел, побољшани аеродинамика, оклоп и наоружање (264 ком).
- BR.20 bis - појачани мотори 2 х 1250 KS Фиат А.82 RC 422C, побољшано наоружање, прекинута производња због капитулације[3].

## Земље које су користиле авион Фиат BR.20
- Краљевина Италија
- Мађарска
- Јапан
- Венецуела
- Шпанија
- Република Кина
- Хрватска - НДХ

## Оперативно коришћење
Први примерци овог авиона су изашли из производње крајем 1936. године и производио се до 1943. Укупно је произведено 606 авиона свих верзија овог типа.
Италија је активно помагала националистичку страну у грађанском рату у Шпаније па је то била прва оперативна употреба Фијата БР.20. Део италијанског експедиционог корпуса Авиазионе Легионариа је 1937. године укључила 16 авиона БР.20 у мисију. Они су деловали до краја непријатељстава почетком 1939. Када се завршио Шпански грађански рат, сви преживели бомбардери Фиат БР.20 су предати новој шпанској држави.
Јапан је 1937. године поручио 85 авиона Фиат BR.20 који су учествовали у Јапанско-Кинеском рату.
Почетком Другог светског рата овај авион је имао активну улогу и то пре свега у рату на Француском фронту, затим у бици за Британију где му резултати због добре ловачке заштите нису били баш најбољи.
Најзначајнија улога овог авиона је била на Медитерану. Отварањем Северно афричког фронта ови авиони су учествовали у активностима на том фронту али су морали да обезбеде сигурност проласка поморских конвоја од Италије до Северне Африке. Основни проблем је ту представљала Малта са јаком Британском поморском и ваздухопловном базом. Испочетка је бомбардовање обављало само Италијанско ваздухопловство да би им се касније придружили и Немци. Авиони Фиат BR.20 су на Малти коришћени углавном за ноћно бомбардовање.
Када су се Италијани придружили Немцима на Источном фронту Италијани су прво послали два ова авиона у Украјину чији је задатак био да врше извиђања дубоко у непријатељској позадини за потребе Италијанског корпуса. Касније са доласком још једне групе авиона отпочета су и бомбардовања. То се свело у главном на бацање малих бомби по градовима и рововима. Употреба ових авиона на источном фронту била је неуспешна као што је неуспешан био и поход италијанске војске на исток.
На Балканском ратишту ови авиони су се користили у Албанији, Грчкој и Југославији.
У време капитулације Италије у септембру 1943. остало је оперативно 67 авиона Фиат BR.20. Иако је већина авиона била пребачена на обуку пилота, неки су и борбено ангажовани за борбу против италијанских партизана. Током последњих година рата, преживели авиони су се користили као тренажни и транспортни. Последњи БР.20 је пензионисан 7. јуна 1946. и ниједан није преживео до данас.

### Коришћење авиона Фиат BR.20 на југослованском подручју
У Априлском рату 1941. године, италијанско ваздухопловство заједно са немачким узело је активно учешће и постигло значајне резултате у бомбардовању захваљујући многострукој надмоћности у односу на ВВКЈ (Војно Ваздухоповство Краљевине Југославије) авиони Фиат BR.20 су учествовали у четири групе са укупним бројем од 131 авион. После окупације Југославије ови авиони су се користили противу НОВ (Народно Ослободилачке Војске) - партизана. Када су се италијански гарнизони налазили у окружењу партизанских јединица дотурање хране и муниције је обављано овим авионима. После капитулације Италије, 6 авиона Фиат BR.20 Немци су 1944. године дали ваздухопловству НДХ и коришћени су за обуку пилота бомбардера Хрвата који су касније летели у немачом ваздухопловству као плаћеници.